# Claire Audhuy
Claire Audhuy est une dramaturge et metteuse en scène française née en 1985 à Schiltigheim en Alsace.

## Biographie
Élevée à Colmar, Claire Audhuy a soutenu sa thèse de doctorat en arts du spectacle en 2013 à l'Université de Strasbourg. Ses recherches portent notamment sur le théâtre résistant, en particulier dans les camps de concentration nazis et vichystes, mais aussi lors de la Première guerre mondiale, ou, de manière plus contemporaine, en s'intéressant aux paroles de migrantes et au conflit israélo-palestinien,,. Elle a publié plusieurs ouvrages didactiques portant sur le souvenir en Europe, ainsi que des livres jeunesse.

## Réalisations
En 2004, elle fonde l'association Rodéo d'âme, qui s'intéresse au « théâtre de l'extrême ». L'association édite des ouvrages relatifs au souvenir et aux résistances, et monte les spectacles d'Audhuy.
Dans le cadre de ses recherches, elle retrouve une pièce de théâtre écrite par un jeune adolescent, Hanuš Hachenburg, dans le camp de Terezín et décide de l'éditer en 2015, dans une version commentée,,.
En 2017, elle participe à une résidence à Hénin-Beaumont, dont la majorité municipale est alors élue Front national. Elle y participe à des conférences contre le racisme et anime des ateliers avec les enfants de la ville, et y écrit un one-woman show tiré de son expérience,.

## Publications[16]
- Misères de vie (poésie documentaire), Rodéo d’âme, 2011
- Une poignée de terre (théâtre documentaire), Rodéo d’âme, 2011
- Les Auschwitz (témoignages), avec Baptiste Cogitore, Rodéo d’âme, 2011
- Guerre sans visage (théâtre documentaire), Rodéo d’âme, 2012
- Frères ennemis (théâtre documentaire), Rodéo d’âme, 2012
- Les mots de Bonne-Ma (glossaire jeunesse), Rodéo d’âme, 2012
- Les Théâtres de l’extrême (carnet de route), avec Baptiste Cogitore, illustrations de Niko Lefebvre, Rodéo d’âme, 2013
- Les Migrantes (pièce documentaire), Rodéo d’âme, 2016
- J’aurais préféré que nous fassions obscurité ensemble (poésie), La Feuille de Thé, 2017
- 120 Jours à Hénin-Beaumont (pièce documentaire), Rodéo d’âme, 2018
- Dieu, les caravanes et les voitures (pièce documentaire), Rodéo d’âme, 2018
- Pas de chips au paradis (pièce documentaire), Rodéo d’âme, 2018
- Un nôtre pays (album jeunesse), avec Suzy Vergez, Rodéo d’âme, 2018
- L’hiver dure 90 jours (poésie), Média Pop, 2019
- Mon nom est Rom (théâtre), Lansman éditeur, 2020
- Une saison de frites (poésie), Gros textes, 2021
- Nos nuits sans lune (poésie), Gros textes, 2021
- Prendre forêt (poésie), avec Sophie Bataille, Rodéo d’âme, 2021
- Le Bousier et la voie lactée (poésie), illustrations de Sophie Bataille, Rodéo d’âme, 2023